# Fimbles
I Fimbles sono i protagonisti di un programma televisivo della BBC, a loro intitolato, adatto per i bambini in età prescolare.
I Fimbles, ovvero Fimbo, Florrie e Baby Pom, sono tre simpatici pupazzi a forma di ippopotamo a righe dai colori sgargianti. Vivono in una valle magica, la Valle dei Fimbles, in compagnia di un gruppo di amici: Bessie, un simpatico uccellino, Ribble, il figlio di Bessie, Roly Mo, una talpa che vive in un cunicolo pieno di libri, e la rana Rockit. I Fimbles sono molto curiosi, e scoprono in ogni episodio qualcosa di nuovo: gesti molto semplici come fare un collage, soffiare le bolle di sapone, conoscere nuovi oggetti, parole, colori, emozioni.
I Fimbles nascono nel 2002 grazie al lavoro della Novel Entertainment e sono basati sul design originale di Sarah Hayes. Sono stati prodotti 200 episodi della serie, la maggior parte dei quali scritti dalla produttrice del programma Lucinda Whiteley.
Ogni episodio ha una struttura ben definita: i Fimbles sono alle prese con nuove situazioni, e per aiutarli la talpa Roly Mo, grazie alla sua vasta biblioteca, racconta loro una storia esplicativa. All'interno della puntata, sono presenti filmati di bambini reali che giocano, e alla fine della puntata, Bessie fa un riassunto di ciò che è accaduto ai Fimbles quel giorno.
In Italia la trasmissione è andata in onda sul canale JimJam e Rai 2.

## Doppiaggio
| Personaggio | Doppiatore originale                         | Doppiatore italiano                            |
| ----------- | -------------------------------------------- | ---------------------------------------------- |
| Fimbo       | Aidan Cook                                   | Marco Baroni (voce) Francesco Albanese (canto) |
| Florrie     | Shelley Longworth (St.1) Kate Harbour (St.2) | Antonella Baldini                              |
| Baby Pom    | Tamsin Heatley                               | Laura Latini                                   |
| Bessie      | Tamsin Heatley                               | Antonella Rinaldi                              |
| Roly Mo     | Wayne Forester                               | Vittorio Amandola                              |
| Rockit      | Philip Pope                                  | Fabrizio Vidale                                |

## Episodi
1. La Valigia
2. Il Calzino
3. Il Rosso
4. La Parrucca
5. Il Tamburello
6. Il Clacson
7. Il Cappello Tintinnante
8. Il Cuscino
9. Il Cerchio
10. Il Puzzle
11. La Tenda
12. Il Sassolino
13. Il Bottone Brillante
14. Il Vento
15. Lo Stivale
16. Il Naso Rosso
17. Il Giocattolo a Molla
18. Il Cappello da Festa
19. Il Blue
20. La pattumiera a Pedale
21. La girandola
22. L'annaffiatoio
23. Il Cestino per la Spesa
24. Il Cucchiaio di Legno
25. L'Ovatta
26. Il Palloncino
27. Lo Spaso
28. Le Matriosche
29. La Cornice
30. La Luna
31. Lo Gnomo
32. La Busta
33. Il Raggio di Sole
34. Il Riflesso
35. L'imbuto
36. Il Cappello di Lana
37. Il Giocattolo Che Squittisce
38. La Nuvola Di Pioggia
39. Il Salvadanaio
40. I Pallini
41. La Cartolina
42. I Fazzoletti
43. La Bacchetta Magica
44. Le Scarpe
45. Le pietre Musicali
46. Il Giallo
47. La Plastica Appiccicosa
48. Il Forziere
49. La Freccia
50. La Stoppa Di Pelliccia
51. La Spazzola Per Capelli
52. La Radio
53. La Scatola Con le Monete
54. L'arcobaleno
55. Le Cartolini
56. Il Sacco a Pelo
57. Lo Specchio
58. Le Bolle
59. Il Carillon
60. La Carta da Pacchi
61. I Mattoni
62. Le Scarpe Da Bambino
63. Il Singhiozzo
64. La Foglia
65. Il Libro Illustrato
66. La Melodia
67. La Stella
68. Lo Scintillio
69. Il Fiocco Di Neve
70. Le Chiavi
71. Il Triangolo
72. Il Semaforo
73. Il tubo di Cartone
74. La Trottola
75. La Piuma